# Achthovense Molen
De Achthovense molen is een wipmolen ten oosten van de Nederlandse plaats Leiderdorp. De molen is nadat zijn voorganger in 1892 afbrandde, in 1893 gebouwd ten behoeve van de bemaling van de polders Achthoven en de Huis ter Doespolder. In 1964 werd de molen vervijzeld, waarbij de vijzel naast de molen werd geplaatst. De bonkelaar is van gietijzer en heeft houten kammen, iets wat in Nederland vrij ongebruikelijk is. De vijzel kon zowel op de wind draaien als door een dieselmotor worden aangedreven.
Thans is de dieselmotor verwijderd en vindt de hoofdbemaling plaats door een elektrisch vijzelgemaal naast de molen.
De molen is maalvaardig en wordt regelmatig ingezet als hulp en noodgemaal.
De Achthovense Molen is eigendom van de Rijnlandse Molenstichting. De molen is te bezichtigen wanneer deze draait en op afspraak.

## Foto's

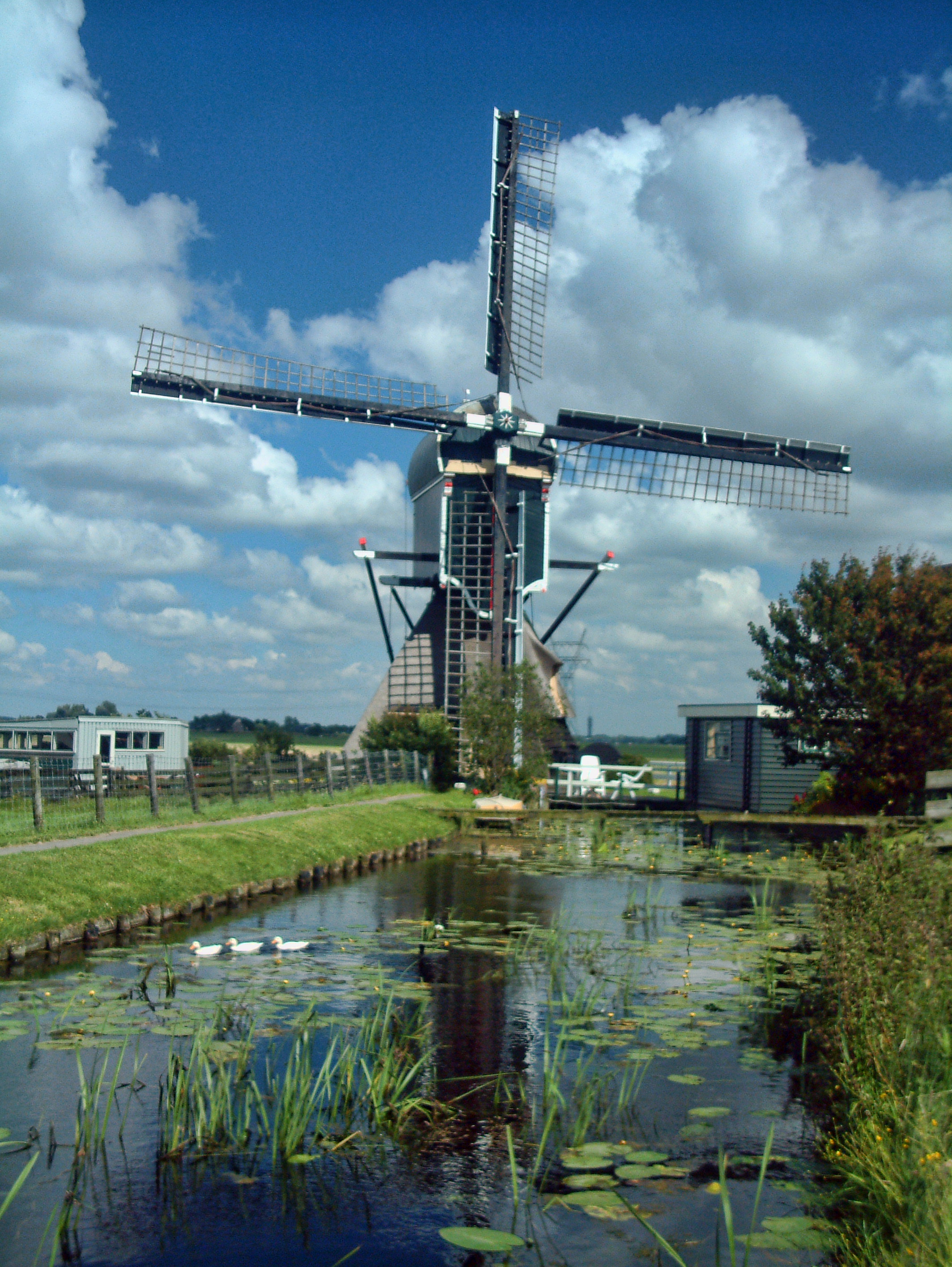
Achthovense Molen